# Mouhous
Mouhous ist eine französische Gemeinde mit 69 Einwohnern (Stand 1. Januar 2022) im Département Pyrénées-Atlantiques in der Region Nouvelle-Aquitaine (vor 2016: Aquitanien). Die Gemeinde gehört zum Arrondissement Pau und zum Kanton Terres des Luys et Coteaux du Vic-Bilh (bis 2015: Kanton Garlin).
Die Bewohner der Gemeinde werden Mouhousiens und Mouhousiennes genannt.

## Geographie
Mouhous liegt ca. 30 km nördlich von Pau in der Region Vic-Bilh der historischen Provinz Béarn.
Umgeben wird der Ort von den Nachbargemeinden:
| Claracq | Taron-Sadirac-Viellenave                    |            |
| Carrère | Kompassrose, die auf Nachbargemeinden zeigt | Lannecaube |
|         | Sévignacq                                   |            |

Mouhous liegt im Einzugsgebiet des Flusses Adour. Zwei Nebenflüsse des Lées, der Petit Lées und der Gabassot, durchqueren das Gebiet der Gemeinde.

## Geschichte
Mehrere Hügelgräber, die im 19. Jahrhundert auf dem Gemeindegebiet gefunden wurden, bezeugen die frühe Besiedelung des Landstrichs. Eines dieser Gräber enthielt Vasen aus der Eisenzeit. Im 17. Jahrhundert gehörte die Grundherrschaft von Mouhous zum Baronat von Lannecaube, das seit 1645 bestand. Ein Laienkloster, Vasall des Vicomtes von Béarn, ist auch verzeichnet worden, das sich im 18. Jahrhundert im Besitz der Familie Baccarisse befand. Im Mittelalter und in der Neuzeit hat sich eine bedeutende Anzahl Cagots in der Gemeinde niedergelassen, eine Personengruppe, die vom 13. bis weit ins 19. Jahrhundert hinein in Spanien und Frankreich aus unbekannten Gründen diskriminiert und weitgehend vom gesellschaftlichen Leben ausgeschlossen war.
Toponyme und Erwähnungen von Mouhous waren:
- Mohoos (1343, Manuskript von 1343),
- Moƒoos (1402, Volkszählung im Béarn),
- Mohos (1538, Manuskriptsammlung des 16. bis 18. Jahrhunderts),
- Mouhous (1750 und 1793, Karte von Cassini bzw. Notice Communale),
- Monhous (1801, Bulletin des lois) und
- Mouhous (1863, Dictionnaire topographique Béarn-Pays basque).[3][4][5]

### Einwohnerentwicklung
Nach einem Höchststand der Einwohnerzahl von 240 in der Mitte des 19. Jahrhunderts reduzierte sich die Zahl bei kurzen Erholungsphasen bis zur Jahrtausendwende auf unter 40, bevor in jüngster Zeit ein moderates Wachstum einsetzte.
| Jahr      | 1962 | 1968 | 1975 | 1982 | 1990 | 1999 | 2006 | 2009 | 2022 |
| --------- | ---- | ---- | ---- | ---- | ---- | ---- | ---- | ---- | ---- |
| Einwohner | 65   | 58   | 51   | 53   | 46   | 38   | 36   | 36   | 69   |

## Sehenswürdigkeiten
- Pfarrkirche, geweiht Johannes dem Täufer. Sie weist architektonische Merkmale auf, wie sie bei Kirchen im Béarn seit dem 17. Jahrhundert anzutreffen sind: der längliche Bau, die langen Dachseiten, der Glockengiebel mit kleinen Pultdächern und der Eingang an der Südseite. Allerdings geben auch die verwendeten Baustoffe keinerlei Aufschluss über den Zeitpunkt der Errichtung. Einzig die Arbeiten an Fensteröffnungen am Ende des 19. oder zu Beginn des 20. Jahrhunderts deuten auf eine Restaurierung in dieser Zeit hin. Im Innern werden viele Gegenstände aus dem 18. und 19. Jahrhundert bewahrt, die als nationale Kulturgüter registriert sind.[8][9] Ein Beispiel ist der Altar aus dem späten 19. Jahrhundert im Chor der Kirche. Er ist aus Keramik gefertigt und illustriert inmitten einer Vielzahl von Säulen und Ornamenten die Szene der Entschlafung Marias. Sie liegt auf ihrem Totenbett und die Apostel, die es umstellen, scheinen aufgeregt hin und her zu laufen. Bemerkenswert ist das Auftreten eines Kindes in der Szenerie, was selten in diesen Darstellungen vorkommt.[10] Der Tabernakel der Kirche weist Einflüsse von mehreren Kunstströmungen auf. Die Neugotik zeigt sich in seinem Aufbau als kleines Gebäude, auf dem mittig ein Kruzifix und vier Kerzenhalter aus Messing aufgestellt sind. Die Mitte des Tabernakels hebt sich ab, da sie die Form eines gotischen Portals annimmt. Schlangensäulen, ein verziertes Tympanon, Dreiecksgiebel und Fialen spiegeln den neugotischen Stil im ausgehenden 19. Jahrhundert wider. An den beiden Seitenflügeln werden biblische Szenen dargestellt, die in bevorzugt rosa Pastellfarben gemalt sind. Rechts ist die Verkündigung des Herrn zu sehen, links Mariä Heimsuchung, ein Motiv, in dem Maria ihre Cousine Elisabet anschließend besucht. Neben der Neugotik sind auch Anzeichen des Symbolismus zu erkennen, der im späten 19. Jahrhundert aufkam.[11]

## Wirtschaft und Infrastruktur
Die Landwirtschaft ist traditionell der wichtigste Wirtschaftsfaktor der Gemeinde.

### Verkehr
Mouhous kann von keiner übergeordneten Durchgangsstraße direkt angefahren werden. Kommunale Straßen führen zu den in der Nähe vorbeiführenden Routes départementales 42, 219 und 628.